# Sección de Esgrima del Real Madrid Club de Fútbol
La sección de Esgrima del Real Madrid Club de Fútbol fundada en 1963 en la actualidad permanece extinta.

## Historia
Sección creada en el seno de las nuevas instalaciones de la Ciudad Deportiva del Real Madrid (1963), aunque fue suprimida en la década de los 70 del siglo XX junto al resto de secciones, por lo que tuvo una corta vida.

## Enlaces de interés
- Real Madrid Club de Fútbol
- Real Madrid de Baloncesto
- Secciones Históricas Desaparecidas del Real Madrid C. F. http://www.facebook.com/Secciones, en Facebook.